# Остров (Удомельский район)
Остров — деревня в Удомельском городском округе Тверской области.

## География
Деревня находится в северной части Тверской области на расстоянии приблизительно 5 км на юг по прямой от железнодорожного вокзала города Удомля.

## История
Известна с 1841 года. В 1859 году принадлежала помещикам Минут, Корсаковым и Улановым. Дворов (хозяйств) в ней было 13 (1859 год), 16 (1886), 16 (1911), 11 (1958), 6 (1986), 4 (2000). В советское время работали колхозы «Красный Ударник», им. Попова и совхоз «Удомельский». До 2015 года входила в состав Удомельского сельского поселения до упразднения последнего. С 2015 года в составе Удомельского городского округа.

## Население
Численность населения: 74 человека (1859 год), 101 (1886), 103 (1911), 29 (1958), 11 (1986), 5 (русские 100 %) в 2002 году, 6 в 2010.